# 1980年夏季奧林匹克運動會跳水比賽
1980年夏季奧林匹克運動會的跳水比賽由1980年7月20日至7月28日進行，為期9天；賽事設有男女子的3米彈板及10米高台四個項目，決出金、銀、銅牌各四面。
本屆比賽共有來自21個國家的67名跳水運動員參與，當中包括33男、34女。在眾多選手中，年齡最小的是西班牙的索尼亚·费尔南德斯，年僅13歲又274日；而年齡最大的則是意大利的乔吉奥·卡尼奥托，時年33歲又51日，該選手已連續五屆參加奧運跳水比賽，並在本屆奪得一面銅牌。
由於以美國為首的國家杯葛是次奧運會，以致格雷格·洛加尼斯等好手無法參加是次比賽，東道主蘇聯因此以兩金兩銀兩銅位列獎牌榜第一名。

## 參賽國家及運動員人數
以下為派員參加跳水比賽的國家代表隊（按隊伍英文名稱序），括號內顯示該隊的參賽運動員人數：

| - （4） - 奥地利（2） - 巴西（1） - 保加利亚（2） - 古巴（2） - 捷克斯洛伐克（2） - 丹麦（1） | - （2） - 东德（9） - 法国（1） - 英国（6） - 匈牙利（2） - 意大利（1） - 科威特（1） | - 墨西哥（6） - 波兰（2） - 罗马尼亚（3） - 苏联（12） - 西班牙（3） - 瑞典（2） - 津巴布韦（3） |

## 國家獎牌榜
| 排名   | 国家／地区    | 金牌 | 银牌 | 铜牌 | 總數 |
| ------ | ------------- | ---- | ---- | ---- | ---- |
| 1      | 苏联（URS）   | 2    | 2    | 2    | 6    |
| 2      | 东德（GDR）   | 2    | 1    | 1    | 4    |
| 3      | 墨西哥（MEX） | 0    | 1    | 0    | 1    |
| 4      | 意大利（ITA） | 0    | 0    | 1    | 1    |
| 總計： | 總計：        | 4    | 4    | 4    | 12   |

## 項目優勝者

### 男子
| 項目                 | 金牌                        | 金牌    | 银牌                        | 银牌    | 铜牌                      | 铜牌    |
| 男子3米彈板（詳細）  | 亚历山大·波尔特诺夫（苏联） | 905.025 | 卡洛斯·希龙（墨西哥）       | 892.140 | 乔吉奥·卡尼奥托（意大利） | 871.500 |
| 男子10米高台（詳細） | 法尔克·霍夫曼（东德）       | 835.650 | 弗拉基米尔·阿莱尼克（苏联） | 819.705 | 大卫·安巴尔楚米扬（苏联） | 817.440 |

### 女子
| 項目                 | 金牌                    | 金牌    | 银牌                        | 银牌    | 铜牌                  | 铜牌    |
| 女子3米彈板（詳細）  | 艾丽娜·卡利尼娜（苏联） | 725.910 | 马丁娜·普勒贝尔（东德）     | 698.895 | 卡琳·古特克（东德）   | 685.245 |
| 女子10米高台（詳細） | 马丁娜·耶施克（东德）   | 596.250 | 塞尔韦特·埃米尔吉扬（苏联） | 576.465 | 里安娜·佐塔泽（苏联） | 575.925 |